# Wijken en buurten in Drimmelen
De Nederlandse gemeente Drimmelen is voor statistische doeleinden onderverdeeld in wijken en buurten. De gemeente is verdeeld in de volgende statistische wijken:
- Wijk 00 Made (CBS-wijkcode:171900)
- Wijk 01 Drimmelen (CBS-wijkcode:171901)
- Wijk 02 Terheijden (CBS-wijkcode:171902)
- Wijk 03 Wagenberg (CBS-wijkcode:171903)
- Wijk 04 Lage Zwaluwe (CBS-wijkcode:171904)
- Wijk 05 Hooge Zwaluwe (CBS-wijkcode:171905)

Een statistische wijk kan bestaan uit meerdere buurten. Onderstaande tabel geeft de buurtindeling met kentallen volgens het Centraal Bureau voor de Statistiek (2008):
| CBS-buurtcode | Buurtnaam                                  | Inwonertal | Opp. totaal (ha) | Opp. land (ha) | Ligging                |
| ------------- | ------------------------------------------ | ---------- | ---------------- | -------------- | ---------------------- |
| BU17190000    | Made                                       | 11360      | 622              | 622            | Locatie in de gemeente |
| BU17190008    | Tuinbouwgebied                             | 50         | 128              | 127            | Locatie in de gemeente |
| BU17190009    | Verspreide huizen Made                     | 300        | 619              | 618            | Locatie in de gemeente |
| BU17190100    | Drimmelen                                  | 510        | 89               | 77             | Locatie in de gemeente |
| BU17190108    | Verspreide huizen Biesbosch                | 10         | 4008             | 1827           | Locatie in de gemeente |
| BU17190109    | Verspreide huizen Drimmelen                | 40         | 949              | 915            | Locatie in de gemeente |
| BU17190200    | Terheijden                                 | 5950       | 199              | 191            | Locatie in de gemeente |
| BU17190208    | Verspreide huizen Binnenpolder             | 200        | 649              | 632            | Locatie in de gemeente |
| BU17190209    | Verspreide huizen Zonzeelsepolder          | 160        | 727              | 714            | Locatie in de gemeente |
| BU17190300    | Wagenberg                                  | 1920       | 275              | 269            | Locatie in de gemeente |
| BU17190309    | Verspreide huizen Wagenberg                | 290        | 232              | 232            | Locatie in de gemeente |
| BU17190400    | Lage Zwaluwe inclusief Gaete               | 3850       | 243              | 235            | Locatie in de gemeente |
| BU17190401    | Blauwe Sluis                               | 140        | 51               | 51             | Locatie in de gemeente |
| BU17190409    | Verspreide huizen Lage Zwaluwe             | 170        | 1547             | 1525           | Locatie in de gemeente |
| BU17190500    | Hooge Zwaluwe                              | 1280       | 117              | 116            | Locatie in de gemeente |
| BU17190501    | Helkant                                    | 250        | 152              | 152            | Locatie in de gemeente |
| BU17190508    | Verspreide huizen Groot Zonzeelsche Polder | 90         | 417              | 417            | Locatie in de gemeente |
| BU17190509    | Verspreide huizen Hooge Zwaluwe            | 70         | 911              | 896            | Locatie in de gemeente |